# Tiara (paroisse civile)
Pour les articles homonymes, voir Tiara.
Tiara est l'une des deux paroisses civiles de la municipalité de Santos Michelena dans l'État d'Aragua au Venezuela. Sa capitale est Tiara.

## Géographie

### Démographie
Hormis sa capitale Tiara agglomérant plusieurs hameaux, la paroisse civile possède plusieurs localités :
- Agua Amarilla
- Agua Fría
- Corocito
- La Florida
- Tiara
  - El Castaño
  - El Paíto
  - El Rodeo
- Raboncito
- Tiarita